# You're the First, the Last, My Everything
Singles de Barry White
Can't Get Enough of Your Love, Babe (en)
(1974) What Am I Gonna Do with You
(1975)
You're the First, the Last, My Everything est une chanson de Barry White composée par Peter Radcliffe, Tony Sepe et Barry White, sortie en 1974, premier single de l'album Can't Get Enough.

## Chart positions
| Charts (1974)                   | Peak position |
| ------------------------------- | ------------- |
| France (SNEP)                   | 9             |
| U.S. Billboard Hot 100          | 2             |
| U.S. Billboard Hot Soul Singles | 1             |
| UK Singles Chart                | 1             |